# Kino International (salle de cinéma)
Pour les articles homonymes, voir Kino International.
Kino International est une grande salle de cinéma allemande à Berlin, située sur la Karl-Marx-Allee près de l'Alexanderplatz dans le quartier de Mitte. Inaugurée en 1963, c'était une salle connue pour avoir accueilli des premières cinématographiques de la République démocratique allemande (RDA). Témoin de la modernité architecturale, le cinéma, rénové après la réunification en 1990, est un bâtiment classé depuis le début du XXIe siècle. Sa fonctionnalité légère et aérienne diffère fondamentalement des bâtiments de la Karl-Marx-Allee achevés dans les années 1950.

## Histoire
Dès que la deuxième phase de la construction des bâtiments sur la Karl-Marx-Allee (en ce temps-là et jusqu'en 1961 : Stalinallee) au style du classicisme stalinien sera achevée en 1959, les autorités de Berlin-Est ont organisé un concours pour la conception de la partie ouest jusqu'à l'Alexanderplatz. Un premier projet de l'architecte Hermann Henselmann a été rejeté et le résultat de la concurrence fut la réalisation d'un aménagement avec des constructions d'éléments préfabriqués (Plattenbauten), d'appartements, des restaurants et des installations culturelles, dont la salle de cinema.

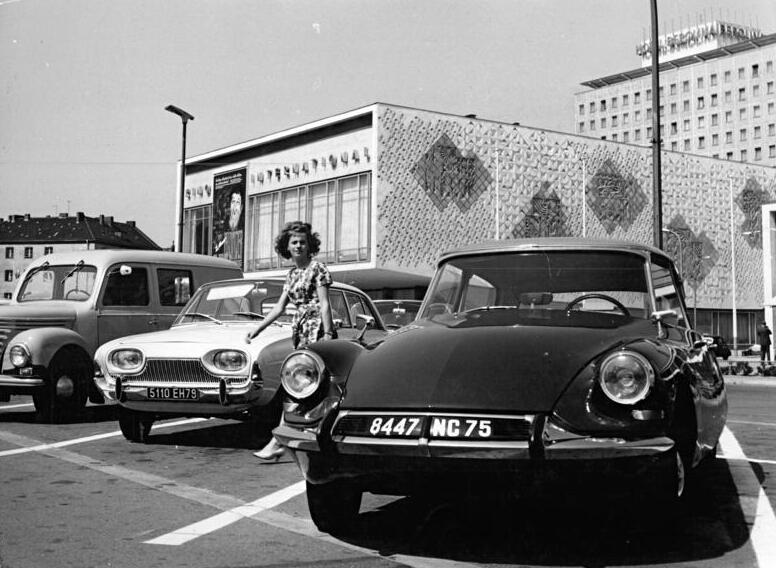
Plusieurs voitures en face de Kino International, 1964.

Le bâtiment, une construction à ossature en acier recouvertes de panneaux de grès, a été conçue sous la direction de l'architecte Josef Kaiser (1910-1991) qui avait déjà réalisé le cinéma Kosmos sur la partie est de la Karl-Marx-Allee. De façon caractéristique, un grand hall au premier étage fut construit en porte-à-faux sur près de neuf mètres comprenant une large baie vitrée. Les façades latérales et arrière sont ornées de reliefs artistiques. Après deux ans de travaux, Kino International fut inaugurée le 15 novembre 1963 en présence de Walter Ulbricht, président du Conseil d'Etat de la RDA, par la première du film 70 mm La Tragédie optimiste réalisé par Samson Samsonov. 
La salle de cinéma de 608 (aujourd'hui : 551) places  pourra aussi servir à présenter des concerts de rock. De nombreuses premières de la DEFA et des films internationaux ont eu lieu ici, notamment Cabaret (1972), Ginger et Fred (1986), Dirty Dancing (1987) ou La Commissaire (1987). En 1980, la représentation du film musical Solo Sunny réalisé par Konrad Wolf fut la plus réussie de l'histoire du bâtiment. Le 9 novembre 1989, le jour de la chute du mur de Berlin, le film Coming Out de Heiner Carow est sorti à Kino International. L'année suivante, le cinéma est devenue l'une des scènes de la Berlinale.
Outre la grande salle, un club de jeunes se trouvait à l'étage supérieur, nommée Klub International, également un lieu de concerts qui a attiré des groupes comme Feeling B ou Bayon.